# Mairie de Shanghai
La Mairie de Shanghaiou Hôtel de ville de Shanghai, ou encore le bâtiment du peuple de Shanghai souvent appelé aussi bâtiment du gouvernement municipal est située sur la Place du Peuple, dans le quartier de Puxi, à Shanghai. À proximité on trouve, le Musée des Beaux-Arts de Shanghai, le Musée de Shanghai, le Centre d'exposition de la planification urbaine de Shanghai et l'Opéra de Shanghai.

## Histoire
Le bâtiment est confié à Kenzō Tange, architecte japonais.
En 1964, un immeuble de bureaux de 3 à 5 étages est construit.
En 1987, le plan de conception du nouveau bâtiment a été élaboré car Shanghai a décidé de déplacer le centre administratif  dans le quartier de la Place du Peuple.
Le 1er juillet 1995, le bâtiment a été achevé et ouvert. Le gouvernement municipal a déménagé du bâtiment d' origine HSBC aux nouveaux locaux tandis que e bâtiment HSBC est  transféré à la Banque de développement de Pudong.

## Situation

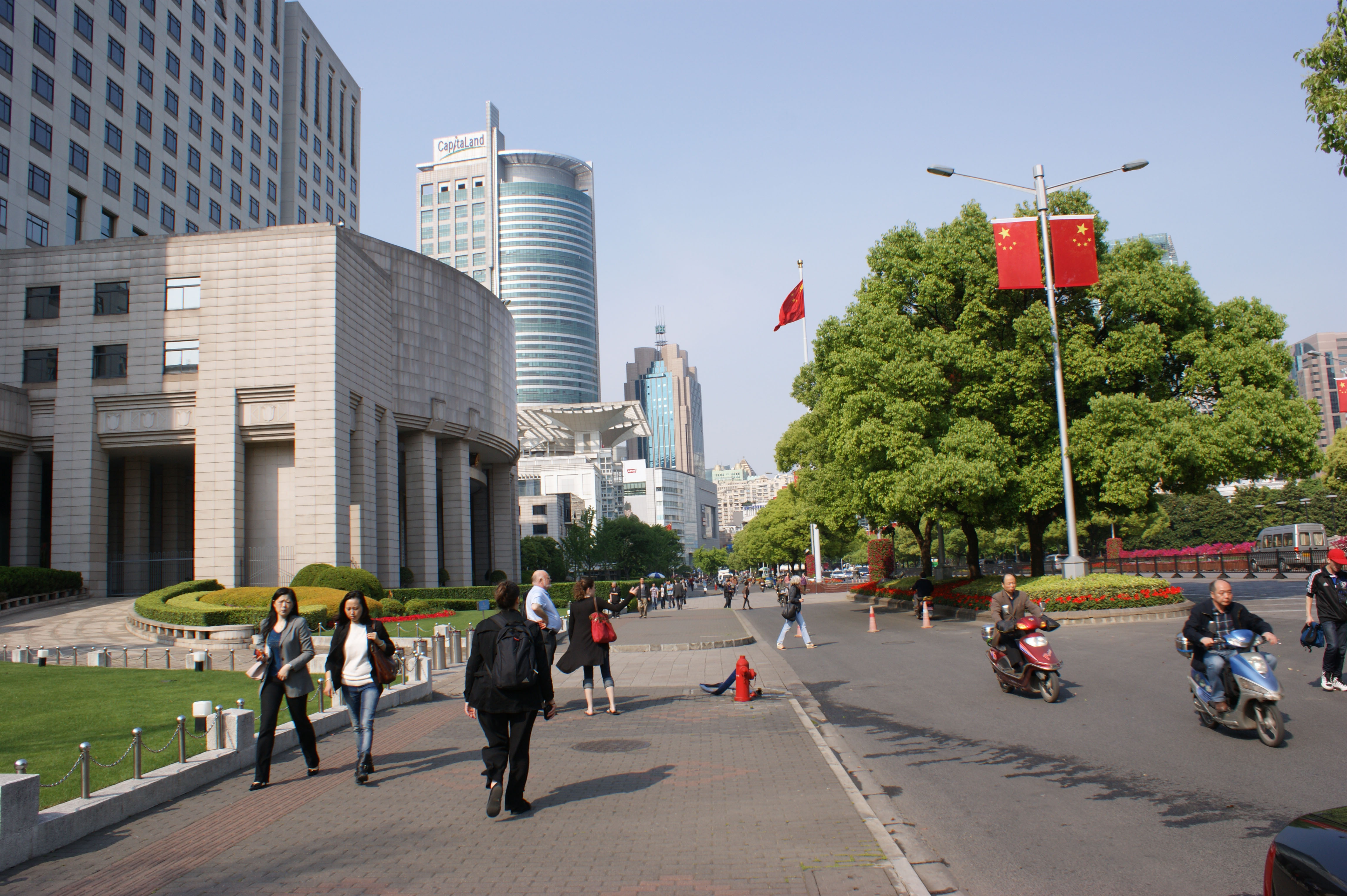
L'entrée de la mairie de Shanghai sur l'avenue Renmin qui coupe en deux la place du Peuple.

Le bureau actuel du Comité municipal de Shanghai du Parti communiste chinois se trouve à Xuhui, district Kangping Road , de sorte que le bâtiment du peuple est principalement utilisé par le Comité permanent du Congrès populaire municipal et le gouvernement municipal. Le bâtiment du peuple est actuellement fermé aux visiteurs.
Le bâtiment du peuple est composé du bâtiment principal, du bâtiment est-ouest, du bâtiment nord-sud et du bâtiment complet.Il peut accueillir plus de 2500 personnes.
Le bâtiment principal mesure 72,5 mètres de haut, avec 18 étages au-dessus du sol, 2 étages sous terre et 4 étages de bâtiment annexe et de bâtiment complexe. Il couvre une superficie de 35 700 mètres carrés, avec une superficie de construction de 87 700 mètres carrés
Il y a de grandes salles de conférence, des salles de conférence municipales, des salles de conférence de presse, des salles de conférence spéciales, des centres d'impression, des centres de fitness, etc. dans le bâtiment.

## Maires de Shanghai
- 1985- 1988 Jiang Zemin
- 1988-1991 Zhu Rongji
- 1991-1995 Huang Ju
- 1995-2001 Xu Kuangdi
- 2001-2003 Chen Liangyu
- 2003-2012 Han Zheng
- 2013-2015 Yang Xiong
- 2020-...  Gong Zheng